# クイズ大作戦
『クイズ大作戦』（クイズだいさくせん）は、1968年4月19日から1971年9月24日までNET（現：テレビ朝日）系列で放送された、子供向けのクイズ番組である。
提供スポンサーは東鳩製菓（現：東ハト）一社。

## 概要
1966年3月から放送された子供向けクイズ番組『まんが海賊クイズ』をリニューアルした番組。
中期までは3人1組（出場者は小学生）で構成された3チームが、ジェスチャーゲーム・カーレース風のクイズ・かくし芸などで得点を競う番組だったが、後期は5人1組で構成された「ヨレヨレ・チーム」と「メロメロ・チーム」の2チームが、黒柳徹子が出す「うそほんとクイズ」（○×クイズ）や、老魔女に扮した坂本新兵が出す「ウハウハクイズ」（トンチクイズ）などのクイズに挑戦する内容に変えた。なおどちらも、優勝チームには豪華賞品が貰え、出場者には「参加賞」として、スポンサーの東鳩製菓から東鳩のお菓子がプレゼントされた。
大人向けのクイズが主流だった時期、子供が毎週出られるというので、子供には人気が有り、3年半継続した人気番組となった。

## 放送時間
いずれも日本時間。
- 1968年4月19日〜1971年4月2日：金曜18:15 - 18:45
- 1971年4月9日〜同年9月24日：金曜18:10 - 18:40
  - 18:07の『ANNこども世界ニュース』と18:12の『天気予報』（以上帯番組）が枠移動した事で、5分繰上げ。
  - 毎日放送では、1970年10月改編で打ち切り、吉本興業との共同制作による漫才中継番組に切り替えた。

## 出演者
司会
- 黒柳徹子（『まんが海賊クイズ』から引き続き）

レギュラー
- 坂本新兵（全回） - 老婆風のグリム魔女のような扮装。箒でなく竹馬に乗って登場したりした。
- ミュージカルぼーいず（前期）
- ドンキーカルテット（中期）
- 初代林家木久蔵（後期） - いつも赤いゴム長靴を履いた小学生を思わせる格好。番組中のクイズ合間に落語（子供大喜利のような小噺程度のもの）を演っていた。

作・構成
- 血脇啓寿

## 内容
- うそほんとクイズでは、「ごはんをよく噛むと甘くなる」「しゃっくりが止まらないと死ぬことがある」というような「保健体育」か家庭科のような内容が多かった。
- クイズやかくし芸の出来に応じ、「やりました賞」「がんばりま賞」などのコメントで点数が加算されていく採点方法だった。

## 備考
- 番組内では、黒柳と坂本によるコント仕立ての東鳩製菓の生CMが有った。
- 後期のセットは大木を模しており、画面向かって左が「ヨレヨレ・チーム」、同じく右が「メロメロ・チーム」となっていた。そして解答席は、セット上部（木の枝の上）に設けられていた。
- 第一回に小学四年生のやくみつるが解答者の一人として出演し優勝した[3]。収録は平日で、学校に送迎車が来てそれに乗って収録に向かったという。

## 補足
- NETテレビの広報誌である「テレビ・メイト」（1969年8月号）にスチール写真が掲載されている[4]。